# Чемпіонат Швеції з футболу 1903
Svenska Mästerskapet 1903 — восьмий чемпіонат Швеції з футболу. Проводився за кубковою системою серед чотирьох команд. 
Чемпіоном Швеції став клуб Гетеборг ІФ.

## Півфінал
1 серпня 1903 Гетеборг ІФ — «Ергрюте» ІС (Гетеборг) 4:3
1 серпня 1903 Гетеборг ФФ — Крокслетс ІФ 5:1

## Фінал
2 серпня 1903 Гетеборг ІФ — Гетеборг ФФ 5:2